# Ptychoglene haematodes
Ptychoglene haematodes là một loài bướm đêm thuộc phân họ Arctiinae, họ Erebidae.